# Nozawaonsen
Nozawaonsen (野沢温泉村?) è un villaggio giapponese della prefettura di Nagano.
Stazione sciistica specializzata nello sci nordico, è attrezzata con il trampolino Mukobayashi.